# Vilanova (Pinell de Solsonès)
Vilanova, cal Vilanova o la caseta de Vilanova és una masia situada al municipi de Pinell de Solsonès a la comarca catalana del Solsonès, construïda en el segle xviii. Situada entre camps de conreu, a uns 560 metres a l'oest hi trobem el Tossal de Sant Pere, a 200 metres al nord-nord-oest el Serrat Llarg, a prop de 700 metres al nord-est el Serrat del Cupot i a 520 metres al sud-est el Serrat del Soler; i la masia més propera és el Soler, a un 800 metres en línia recta.

## POUM
En el POUM del municipi de Pinell, es justifiquen les següents raons legals que n'aconsellen la recuperació i preservació:
- Paisatgístic: posició en el territori, visibilitat des dels recorreguts principals, integració en el paisatge.
- Mediambiental: l'estructura del medi rural del municipi es fonamenta en un sistema de masies gairebé equidistants que facilita l'explotació i control del medi. L'ocupació permanent de la masia facilitarà l'explotació agrícola i la preservació del medi. Primera residencia.
- Històric: època de construcció segle xviii. Raons històriques del seu enclavament i ús.